# În inima pădurii
În Inima Pădurii este un film muzical american din 2014, regizat de Rob Marshall și adaptat pentru ecran de James Lapine din piesa de pe Broadway din 1986 cu același nume. Produs de Walt Disney Pictures, filmul are o distribuție care îi include pe Meryl Streep, Emily Blunt, James Corden, Anna Kendrick, Chris Pine, Tracey Ullman, Christine Baranski, Lilla Crawford, Daniel Huttlestone, MacKenzie Mauzy, Billy Magnussen și Johnny Depp. Inspirat din basmele Frațiilor Grimm „Scufița Roșie”, „Cenușăreasa”, „Jack și Vrejul de fasole”, „Rapunzel”, filmul este o fantezie centrată în jurul unui cuplu fără copii, care și-a propus să pună capăt unui blestem aruncat asupra lor de către o vrăjitoare răzbunătoare. În cele din urmă, personajele sunt forțate să trăiască consecințele acțiunilor proprii.
După mai multe încercări nereușite ale altor studiouri și producători de a adapta piesa pentru film, Disney a anunțat în 2012 că va produce o adaptare, cu Marshall ca regizor și John DeLuca ca producător. Filmările au început în septembrie 2013 și a avut loc în întregime în Marea Britanie, inclusiv la Shepperton Studios din Londra.
În Inima Pădurii a avut premiera mondială la Ziegfeld Theatre din New York, pe 8 decembrie 2014, și a fost lansat în cinematografe în Statele Unite pe 25 decembrie 2014. Filmul a fost un succes comercial și a primit recenzii în general pozitive, primind laude pentru interpretări (în special Streep), stil vizual și producție, dar a primit critici pentru adaptarea față de materialul sursă și pentru modificările făcute pentru traducerea filmului. A avut încasări de 213 milioane de dolari în întreaga lume. În Inima Pădurii a fost numit unul dintre cele mai bune filme ale anului 2014 de către Institutul American de Film. A primit trei nominalizări la Premiile Academiei, inclusiv o nominalizare pentru Cea Mai Bună Actriță în rol secundar pentru Streep, și trei nominalizări la Globul de Aur, inclusiv pentru Cel Mai Bun Film – Muzical sau Comedie.

## Sinopsis
Un brutar și soția lui își doresc un copil, dar suferă de un blestem pus pe familia lui de către o Vrăjitoare care l-a găsit tatăl brutarului furând din grădina ei, atunci când mama brutarului era însărcinată. Deoarece tatăl brutarului a furat și niște fasole magie, mama vrăjitoarei a blestemat-o pe aceasta să fie urâtă. Vrăjitoarea poate ridica blestemul și să le permită să aibă un copil, dar numai dacă brutarul și soția lui obțin patru elemente esențiale pentru a face o poțiune: o vacă albă, o pelerină roșie, un fir de păr galben și un pantof de aur, pe care vrăjitoarea nu are voie să le atingă.
Cererile vrăjitoarei îi aduc pe brutar și pe soția lui în preajma lui Jack, care își vinde vaca mult-iubită, Milky-White, și căruia brutarul îi oferă fasole magică lăsată lui către tatăl său (care fuseseră furate de la vrăjitoare). Se întâlnesc și cu Scufița Roșie, a cărui mantie roșie este observată de cuplu încă. de când fetița se oprise anterior la brutărie pentru a cumpăra pâine și dulciuri pe drumul spre casa bunicii. Urmează Rapunzel, cu părul ei blond, pe lângă al cărei turn din pădure trece nevasta brutarului. În final, se întâlnesc cu Cenușăreasa, care fugea de prinț și a cărei ținută de bal includea pantofi de aur.
După o serie de aventuri și încercări eșuate, brutarul și soția lui reușesc în cele din urmă să adune elementele necesare pentru a rupe vraja. Între timp, fiecare dintre celelalte personaje primește un „final fericit”: Cenușăreasa se căsătorește cu Prințul, Rapunzel este eliberată de gardiana ei, Vrăjitoarea, de fratele prințului Cenușăresei și se căsătorește cu el, Jack o îmbogățește pe mama sa furând bogății de la Uriașul din cer, și îl ucide pe uriașul care îl urmărea prin tăierea vrejului de fasole, Scufița Roșie și bunica ei sunt salvate de Lupul cel Rău. În final, Vrăjitoarea își recapătă tinerețea și frumusețea după ce a băut poțiunea.
Cu toate acestea, fiecare dintre personaje află că finalurile nu rămân fericite: brutarul este îngrijorat de faptul că este sărac pentru copilului său nou-născut. Soția sa este pentru o perioadă sedusă de prinț. Cenușăreasa este dezamagită prințul care o înșeala. Vrăjitoarea află că și-a pierdut puterile magice. Creșterea unui al doilea vrej de fasole din ultima fasolă magică îi permite soției uriașului să coboare și amenință regatul și pe locuitorii săi dacă nu i-l vor da pe Jack. Personajelele încearscă să-l găsească pe Jack, dar dezbat moralitatea predării lui. În acest proces, mama și bunica Scufiței Roșii, mama lui Jack și soția brutarului sunt ucișe. Personajele se învinuiesc reciproc pentru acțiuni care au dus la tragedie, în cele din urmă dând vina pe vrăjitoare pentru fasolele magice. Vrăjitoarea îi blestemă pentru incapacitatea lor de a-și asuma responsabilitatea pentru acțiunile proprii. Aruncând toate boabele, vrăjitoarea o imploră pe mama ei să o pedepsească din nou, sperând să-și recapete puterile, dar în schimb se topește și dispare.
Restul personajelor hotărăsc să o ucidă pe soția uriașului, deși Cenușăreasa și soția brutarului încearcă să le explice lui Jack și Scufiței complexitatea moralității răzbunării. Personajele o atrag pe soția uriașului, care se împiedică într-o groapă și cade, murind. Brutarul, gândindu-se de soția lui, este hotărât să fie un tată bun. Cenușăreasa decide să-l părăsească pe prinț și de a-l ajuta brutar, și Jack și Scufița, acum orfani, trăiesc cu brutarul și Cenușăreasa. Brutarul îl leagănă pe fiul său după ce acesta începe să plângă, spunându-i povestea filmului.

## Distribuție
- Meryl Streep ca Vărjitoarea[19]
- Emily Blunt ca Soția Brutarului[20]
- James Corden ca Brutarul[21]
- Anna Kendrick ca Cenușăreasa[22]
- Chris Pine ca Făt-Frumos[23]
- Tracey Ullman ca Mama lui Jack[24]
- Christine Baranski ca Mama Vitregă a Cenușăresei[25]
- Johnny Depp ca Lupul cel Rău[26]
- Lilla Crawford ca Scufița Roșie[27]
- Daniel Huttlestone ca Jack[28]
- MacKenzie Mauzy ca Rapunzel[29]
- Billy Magnussen ca Prințul lui Rapunzel[30]
- Tammy Blanchard ca Florinda[19]
- Lucy Punch ca Lucinda[19]
- Frances de la Tour ca Soția Uriașului[31]
- Richard Glover ca Steward[31]
- Joanna Riding ca Mama Cenușăresei[31]
- Annette Crosbie ca Bunica Scufiței Roșii[31]
- Simon Russell Beale ca Tatăl Brutarului[31]
- Tug ca Milky-White[32]